# Hydropsyche dinarica
Hydropsyche dinarica är en nattsländeart som beskrevs av Marinkovic-gospodnetic 1979. Hydropsyche dinarica ingår i släktet Hydropsyche och familjen ryssjenattsländor. Inga underarter finns listade i Catalogue of Life.